# Chevrolet Traverse
O Traverse é um utilitário esportivo de porte grande da Chevrolet. Ele é construído na mesma plataforma que o GMC Acadia, Buick Enclave e Saturn Outlook, o modelo é baseado na plataforma (Lambda para primeira geração, C1XX para segunda geração). É o sucessor do Chevrolet TrailBlazer.
Originalmente comercializado como um Crossover de tamanho grande, o Traverse foi construído na fábrica da GM em Spring Hill, no Tennessee, em 2009, mas a produção do Traverse se mudou para a fábrica da GM em Delta Township, Michigan, em 2010.
O Chevrolet Traverse 2009 foi apresentado no Salão Automóvel de Chicago de 2008 e chegou a todos os revendedores Chevrolet em outubro de 2008.
O modelo de segunda geração estreou nos showrooms em 2017. Começando com o ano modelo de 2019, o Traverse foi encaixado acima do novo Chevrolet Blazer de tamanho médio como parte dos planos da Chevrolet de expandir sua linha CUV.

## Design
O nome Traverse foi originalmente usado para um carro conceito no Salão Internacional de Automóvel Norte American de 2003, em Detroit, mas esse conceito deu lugar ao Chevrolet Equinox quando foi lançado como modelo 2005. O design da produção Traverse foi inspirado no conceito Chevrolet Sequel de 2005 e tem uma grade em forma de chevron semelhante ao Chevrolet Malibu 2008. O Traverse possui uma chapa única diferente dos outros crossovers Lambda, com exceção das portas.

## Primeira Geração (2008–2017)
Nos modelos LT, a atualização do início de 2010 removeu os crachás "TRAVERSE" nas portas da frente. A partir dos modelos do final de 2010, os logotipos da GM foram removidos das portas da frente do veículo.
Um facelift do Chevrolet Traverse foi revelado no New York Auto Show de 2012. O Traverse 2013 recebe um novo painel frontal, um porta-bagagens traseiro redesenhado e luzes traseiras inspiradas no Camaro, e a transmissão foi reformulada para melhorar a qualidade e o tempo das mudanças.
No ano de 2014, a Chevrolet acrescentou novos recursos ao Traverse: Forward Collision Alert e Lane Departure Warning. Além disso, o recurso do sistema de áudio foi atualizado, com uma porta USB de carga dupla agora localizada na parte traseira do console central.
Em 2015 dois novos recursos, uma roda de 18 polegadas e Siri Eyes Free, foram adicionados. Vermelho Sirene, Marom Metálico e Azul Metálico tornaram-se disponíveis como cores exteriores.
Em 2016, Traverse recebeu pequenas alterações. O nível de acabamento foi reduzido no LS, LT1, LT2 e LTZ. Os novos recursos incluem conectividade OnStar 4G LTE com hotspot Wi-Fi, Pérola Iridescente e Mosaico Metálico Preto como paletas de cores, Pacotes de couro para revestimentos LT e roda de 20 polegadas.

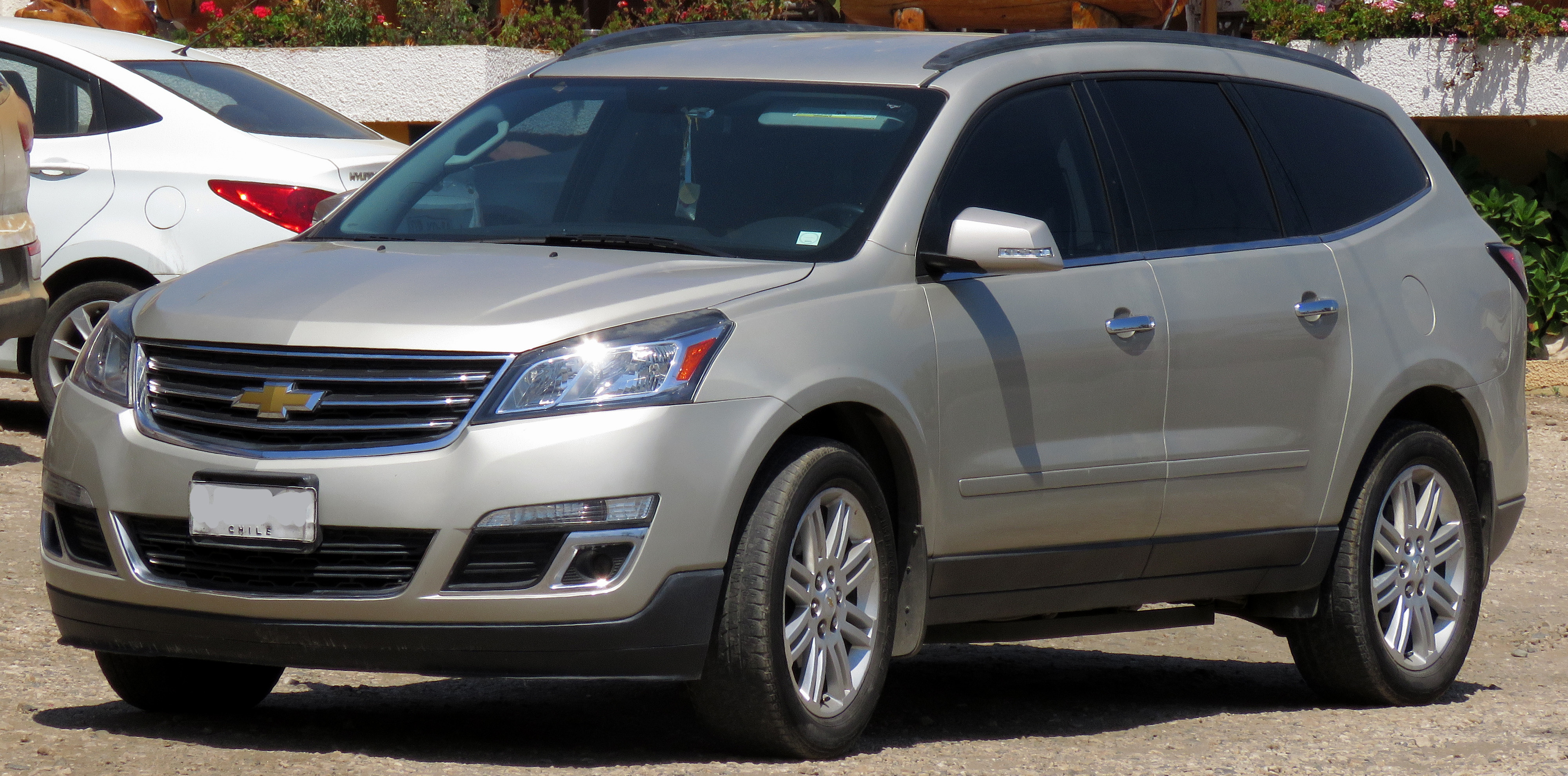
Pós-Facelift 2013

## Segunda Geração (2018–presente)
Em 9 de janeiro de 2017, a General Motors apresentou a segunda geração do Traverse no Salão Automóvel da América do Norte 2017 em Detroit. Introduzido como um modelo de 2018, foi colocado à venda em julho de 2017. Enquanto a Chevrolet está disponibilizando o veículo na América do Norte, os planos incluem a expansão do Traverse para o Oriente Médio e países selecionados da América do Sul. O Traverse foi lançado para o mercado russo em 2018 e entrou na Coréia do Sul em abril de 2019 como um modelo de 2019.
O Traverse atualizado abandonou o design em forma de ovo e agora adota um design mais parecido com um caminhão, similar ao Tahoe, enquanto tira algumas sugestões do Acadia agora de tamanho médio, com o design da grade frontal da Chevrolet. É semelhante em dimensão ao modelo da primeira geração, e perde 50 kg para chegar a um peso de 1.979 kg. Continua a ser um veículo de passageiros de 8 lugares (ou 7 lugares opcionais). Como parte dos planos da GM de expandir sua gama de crossovers por tamanho para ser competitiva dentro dos segmentos, a Chevrolet reposicionou o Traverse como um SUV crossover de tamanho grande, desta vez devido ao lançamento do modelo Blazer de tamanho médio que estreou em 2019.
Feito na plataforma GMT C1XX. Além do modelo RS, existem mais seis níveis de acabamento: L, LS, LT, LTZ, Premier e High Country. Além disso, alguns modelos possuem o pacote opcional Convenience, Driver Confidence (I e II), Redline Edition e Trailering.
O novo Traverse ganha algumas novas tecnologias, algumas das quais estão atualmente disponíveis em outros modelos, como o Chevrolet Equinox, o Chevrolet Tahoe e o Chevrolet Suburban. Algumas destas tecnologias incluem: uma porta traseira de alimentação mãos-livres, sistemas de informação de última geração Chevrolet MyLink com Apple CarPlay padrão e Android Auto, um banco traseiro dobrável de terceira fila 60/40 e acesso sem chave padrão com push-button start.

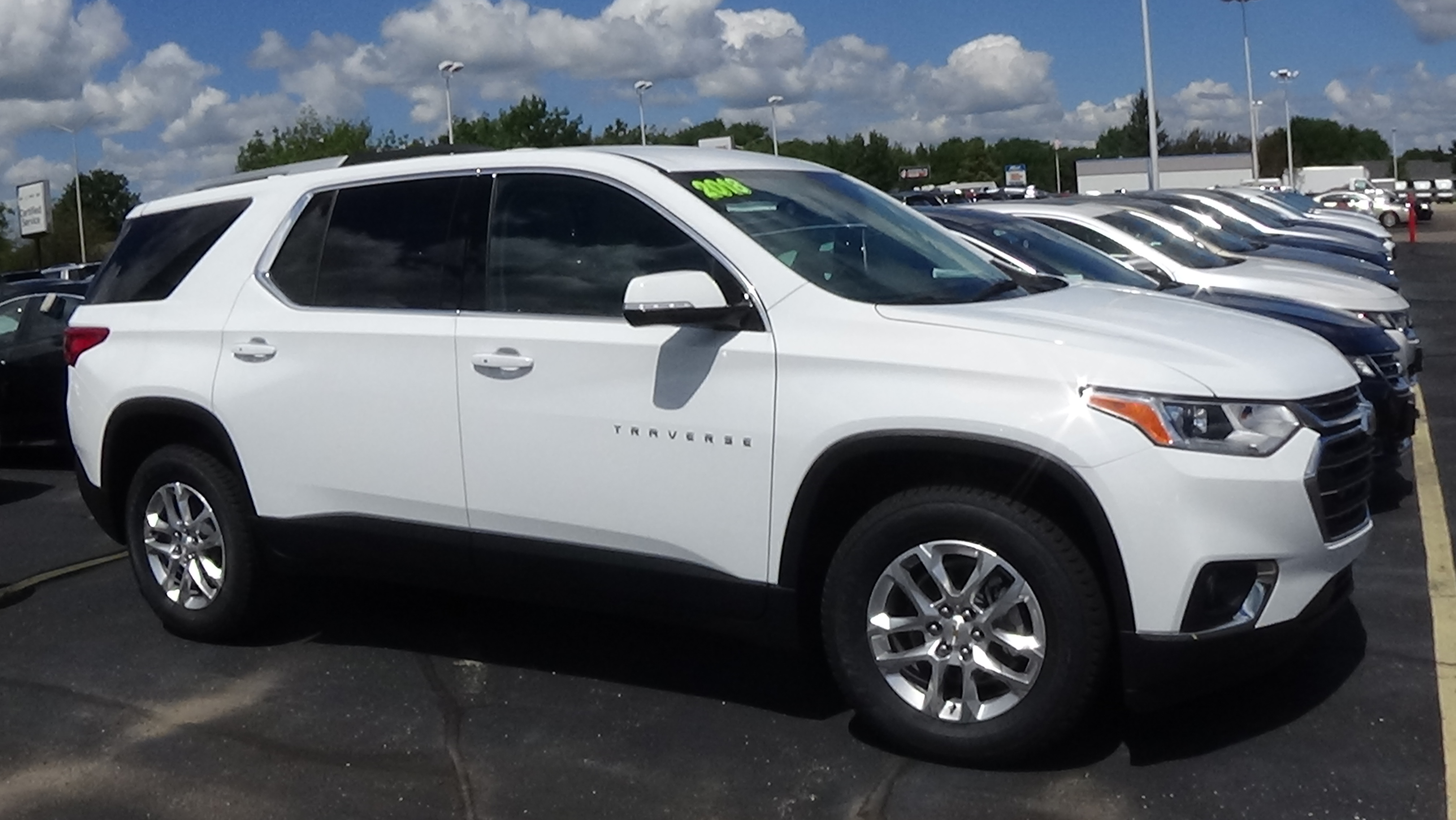
Traverse 2018

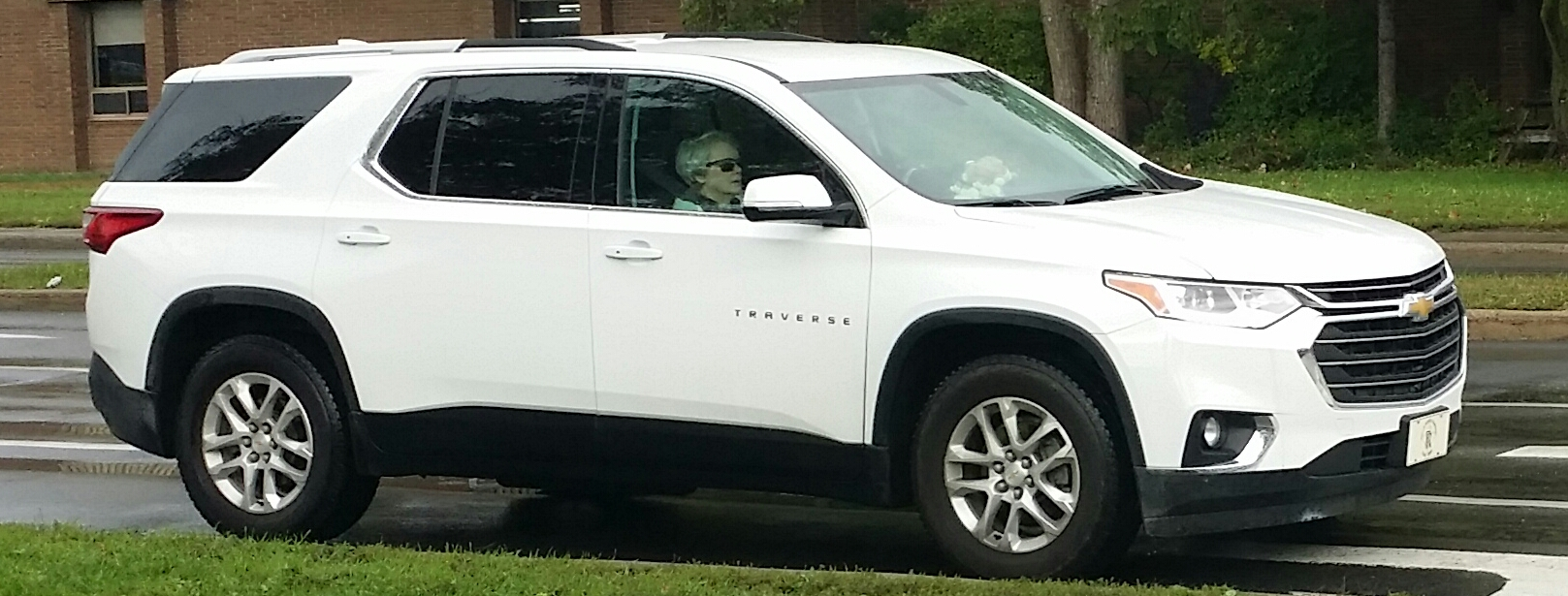
Traverse 2018

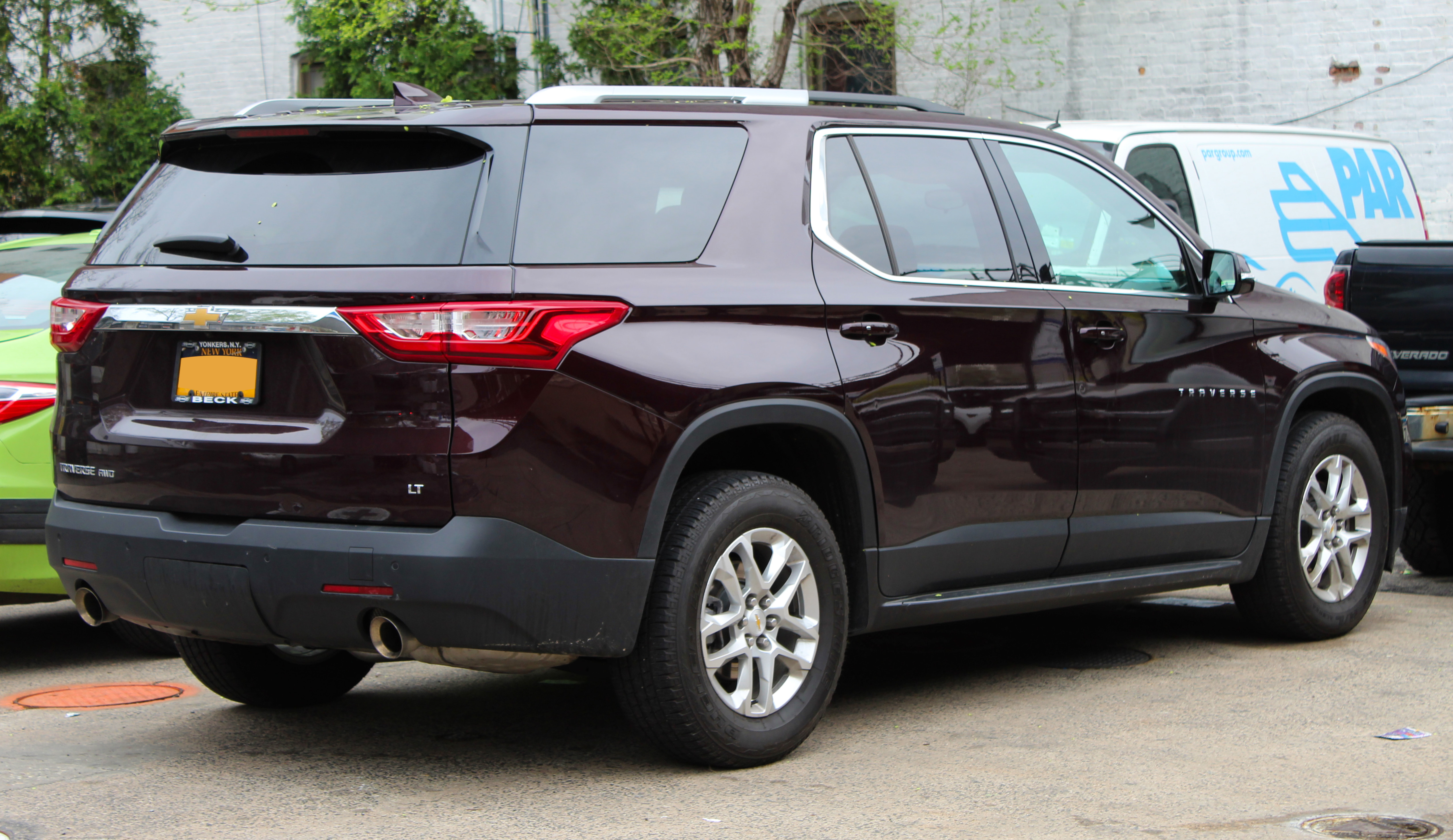
Traverse LT 2018

### Design
Este SUV de tamanho grande tem uma grade preta ou cromada e pára-choques na cor da carroçaria. Também tem luzes de circulação diurna LED, faróis de xénon ou LED, luzes traseiras LED e faróis de nevoeiro dianteiros redondos. Perceptível são as calhas do tejadilho, o spoiler traseiro do tejadilho e dois tubos de escape redondos cromados. Além disso, há um teto solar panorâmico opcional.
Na cabine há assentos e estofamentos em tecido ou couro, volante telescópico em couro, controle climático de três zonas, exibição opcional de informações sobre o motorista em cores, sistema de infotainment MyLink de 7 polegadas ou 8 polegadas.

### 2019
O pacote Assistência à beira da estrada está disponível em todos os níveis de acabamento. O Blackout Package é adicionado como uma opção disponível nos níveis de acabamento LS, LT e Premier. O modelo 2019 do Traverse também será o último ano em que o motor turbo 2.0L I-4 LTG está sendo oferecido para este veículo.

## Vendas
| Ano  | Estados Unidos |
| ---- | -------------- |
| 2008 | 9.456          |
| 2009 | 91.071         |
| 2010 | 106.744        |
| 2011 | 107.131        |
| 2012 | 85.606         |
| 2013 | 96.467         |
| 2014 | 103.943        |
| 2015 | 119.945        |
| 2016 | 116.701        |
| 2017 | 123.506        |
| 2018 | 146.534        |